# Гигантский кенгуровый прыгун
Гигантский кенгуровый прыгун (лат. Dipodomys ingens) — грызун, эндемик Калифорнии, США. Находится на грани вымирания. Самый крупный из кенгуровых прыгунов, достигает в длину 15 сантиметров (не считая длинного хвоста с кисточкой). Обычно светло-коричневого цвета. Большая голова и глаза, длинные и сильные задние лапки (как у тушканчиков или кенгуру, отсюда название), за счёт которых может быстро и высоко подпрыгивать.
Живёт в колониях, роет норы в рыхлой земле. Ведёт, прежде всего, ночной образ жизни. Питается семенами, растениями и насекомыми, создаёт запас семян на период засухи.
Сезон размножения длится с января по май. В помёте обычно 3 детёныша. Продолжительность жизни составляет 2—4 года.